# Paolo Giuranna
Paolo Giuranna (Milano, 26 marzo 1935 – Roma, 16 febbraio 2020) è stato un regista teatrale, attore e scrittore italiano.

## Biografia
Nel 1967 ricevette il premio Verga per la regia e nel 1986 con La ferita nascosta ha vinto il premio nazionale per la drammaturgia Luigi Pirandello. Intensa la sua attività didattica, iniziata nel 1959 presso l'Accademia nazionale d'arte drammatica "Silvio D'Amico", alla Bottega Teatrale di Firenze di Vittorio Gassman e successivamente alla scuola di teatro classico "Giusto Monaco" dell'Istituto nazionale del dramma antico di Siracusa e al teatro Bellini di Napoli. Nel 1965 inaugurò il Teatro Stabile dell'Aquila. Per il Teatro di Genova diresse la prima recitazione integrale in teatro della Divina Commedia (1983-86). Per la RAI collaborò a vari testi teatrali. Con la Caputo Edizioni nel 2011 pubblicò due romanzi.

## Teatro
- Le colonne della società di Henrik Ibsen, regia di Paolo Giuranna, Teatro Duse di Genova, 28 ottobre 1960.
- Il dilemma del dottore di George Bernard Shaw, regia di Paolo Giuranna, Teatro Duse di Genova, 28 settembre 1965.
- Ispezione, di Ugo Betti, regia di Paolo Giuranna, Teatro Stabile dell'Aquila, 3 gennaio 1967.

## Prosa radiofonica Rai
- La madre, commedia di Karel Čapek, con Rina Morelli, Ivo Garrani, Raoul Grassilli, Gianni Bonagura, Paolo Giuranna, Gianni Pincherle, Dante Biagioni, Renato Cominetti, Anna Miserocchi, regia di Alessandro Fersen, trasmessa il 18 novembre 1959.
- La tentazione, radiodramma di Benno Meyer-Wehlack, con Olinto Cristina e Renzo Palmer regia Paolo Giuranna, 21 luglio 1961

## Prosa televisiva Rai
- Il primogenito, con Evi Maltagliati, Massimo Foschi, Salvatore Puntillo, Pino Manzari, Mario Valgoi, Anna Miserocchi, Luigi Vannucchi, Roberto Herlitzka, Fosco Giachetti, Paolo Giuranna, Nicoletta Languasco, Mariano Rigillo, regia di Orazio Costa Giovangigli, trasmessa il 27 marzo 1964.
- Questa sera si recita a soggetto, con Franco Mazzeri, Luigi Tani, Nino Mangano, Serena Bennato, Tino Carraro, Marisa Belli, Giuseppe Porelli, Alessandro Iovino, Lia Zoppelli, Giuditta Saltarini, regia di Paolo Giuranna, trasmessa il 26 novembre 1968.
- Il Drago di Evgenij L'vovič Švarc (1968).
- Il vizio assurdo, con Sergio Fantoni, Luigi Vannucchi, Paola Mannoni, Mattia Sbragia, Paolo Giuranna, Valentina Fortunato, Giancarlo Sbragia, Mila Stanic, regia di Giancarlo Sbragia, trasmessa l'8 settembre 1978.
- Hedda Gabler, con Paolo Giuranna, Giuliana De Sio, Mauro Avogadro, Micaela Martini, Dina Sassoli, regia di Maurizio Ponzi, trasmessa il 15 marzo 1980.
- Il commediante, di Giuseppe Gioacchino Belli, con Claudia Giannotti, Renato Lupi, Tonino Orlando, Paolo Giuranna, Mattia Sbragia, Sergio Fantoni, Luigi Carani, Paola Mannoni, Valentina Fortunato, Paolo Lombardi, regia di Giancarlo Sbragia, trasmessa il 22 giugno 1980.
- Le baccanti, di Euripide, con Anna Maria Guarnieri, Edoardo Siravo, Andrea Bosic, Annabella Mastroianni, Laura Sassi, Michele Placido, Paolo Giuranna, Luigi Diberti, Vera Venturini, Paola Giannetti, regia di Giancarlo Sbragia, in diretta dal Teatro Romano di Siracusa 27 giugno 1980.
- La governante, con Paolo Giuranna, Paola Pitagora, Fiorella Rubino, Giorgio Albertazzi, Turi Scalia, Caterina Spadaro, Paolo Calabresi, regia di Giorgio Albertazzi, trasmessa il 3 maggio 1997.

## Riconoscimenti
- 1967 Premio Verga per la regia
- 1986 Premio nazionale per la drammaturgia Luigi Pirandello

## Filmografia
- Le colonne della società, (1961) Regista